# La conciencia de Zeno
La conciencia de Zeno (en italiano: La coscienza di Zeno /la koʃˈʃɛntsa di dˈdzɛːno/) es una novela del escritor italiano Italo Svevo. El personaje principal es Zeno Cosini, y el libro son las memorias ficticias del personaje las cuales redacta a instancias de su psiquiatra. A lo largo de la novela Zeno habla sobre su padre, sus negocios, su esposa, y su hábito de fumar. La novela la publicó Svevo en 1923.
La novela no es más que el análisis de la psicología de Zeno, un individuo que se siente "enfermo" o "inepto" y está continuamente buscando una cura para su enfermedad a través de múltiples intentos, a veces absurdos o que llevan a efectos contraproducentes. La novela se adentra y contiene elementos de psicoanálisis, drama y humor. La obra trata sobre la fuerza de voluntad e incluye reflexiones sobre la vida, el amor y la guerra. El libro es considerado uno de los mejores de la literatura del siglo XX.

## Resumen del argumento
La novela se presenta como un diario escrito por Zeno (quien afirma que está lleno de mentiras), publicado por su médico. El médico dejó una pequeña nota al principio, diciendo que Zeno escribió una autobiografía para ayudarlo en su psicoanálisis. El médico ha publicado el trabajo como venganza porque Zeno suspendió sus visitas.
El diario, sin embargo, no sigue el orden cronológico; en cambio, está estructurado en grandes capítulos, cada uno de los cuales desarrolla un tema en particular (La adicción al humo, La muerte de mi padre, Historia de mi matrimonio, etc.). Solo el último capítulo es un diario real, con páginas relacionadas con fechas únicas en el período de la Primera Guerra Mundial.
Zeno primero escribe sobre su adicción al cigarrillo y menciona las primeras veces que fumó. En sus primeros párrafos, recuerda su vida de niño. Uno de sus amigos compró cigarrillos para su hermano y para él. Pronto, le roba dinero a su padre para comprar tabaco, pero finalmente decide no hacerlo por vergüenza. Finalmente, comienza a fumar los cigarros medio fumados de su padre.
El problema con su "último cigarrillo" comienza cuando tiene veinte años. Contrae fiebre y su médico le dice que para curarse debe abstenerse de fumar. Él decide que fumar es malo para él y fuma su "último cigarrillo" para dejar de fumar. Sin embargo, este no es el último y pronto se ve afectado por muchos "últimos cigarrillos". Intenta dejar de fumar en los días de eventos importantes de su vida y pronto, obsesivamente, intenta renunciar a partir de la armonía en el número de fechas. Cada vez, el cigarrillo no es el último. Él va a los médicos y le pide a sus amigos que lo ayuden a dejar el hábito, pero en vano. Incluso se interna en una clínica, pero finalmente se escapa. Todo el tema, aunque objetivamente serio, a menudo se trata de manera humorística.
Cuando Zeno llega a la mediana edad, la salud de su padre comienza a deteriorarse. Comienza a vivir más cerca de su padre en caso de que fallezca. Zeno es muy diferente de su padre, que es un hombre serio, mientras que a Zeno le gusta bromear. Por ejemplo, cuando su padre dice que Zeno está loco, Zeno va al médico y obtiene una certificación oficial de que está en su sano juicio. Él le muestra esto a su padre, que está herido por esta broma y se convence aún más de que Zeno debe estar loco. Su padre también teme la muerte, se siente muy incómodo con la redacción de su testamento. Una noche, su padre cae gravemente enfermo y pierde el conocimiento. El médico viene y trabaja en el paciente, que es sacado de las garras de la muerte momentáneamente. En los próximos días, su padre puede levantarse y recuperarse un poco. Está inquieto y a menudo cambia de posición para sentirse cómodo, aunque el médico le dice que quedarse en la cama sería bueno para su circulación. Una noche, mientras su padre intenta levantarse de la cama, Zeno le impide moverse, para hacer lo que el médico desea. Su padre enojado se levanta y golpea accidentalmente a Zeno en la cara antes de morir.
Sus memorias luego se remontan a cómo conoce a su esposa. Cuando comienza a aprender sobre el mundo de los negocios, conoce a su futuro suegro, Giovanni Malfenti, un empresario inteligente y exitoso, a quien Zeno admira. Malfenti tiene cuatro hijas, Ada, Augusta, Alberta y Anna, y cuando Zeno se encuentra con ellas, decide que quiere cortejar a Ada a causa de su belleza, ya que Alberta es bastante joven, mientras que considera que Augusta es demasiado simple, y Anna solo es una niña pequeña. No tiene éxito y los Malfentis creen que en realidad está tratando de cortejar a Augusta, que se había enamorado de él. Pronto conoce a su rival por el amor de Ada, que es Guido Speier. Guido habla perfectamente toscano (mientras que Zeno habla el dialecto de Trieste), es guapo y tiene la cabeza llena de cabello (en comparación con la cabeza calva de Zeno). Esa noche, mientras Guido y Zeno visitan a los Malfentis, Zeno le propone matrimonio a Ada y ella lo rechaza por Guido. Zeno le propone matrimonio a Alberta, que no está interesada en casarse, y ella también lo rechaza. Finalmente, le propone a Augusta (quien sabe que Zeno se propuso por primera vez a las otras dos) y ella acepta, porque lo ama.
Pronto las parejas se casan y Zeno comienza a darse cuenta de que puede amar a Augusta. Esto lo sorprende ya que su amor por ella no disminuye. Sin embargo, conoce a Carla, una pobre aspirante a cantante, y comienzan una aventura, con Carla pensando que Zeno no ama a su esposa. Mientras tanto, Ada y Guido se casan y el Sr. Malfenti se enferma. El afecto de Zeno por Augusta y Carla aumenta y tiene una hija llamada Antonia cuando Giovanni fallece. Finalmente, un día, Carla expresa un repentino capricho de conocer a Augusta. Zenón engaña a Carla y hace que se encuentre con Ada. Carla cree en efecto que Ada es la esposa de Zeno, y conmovida por su belleza y tristeza, rompe con la relación.
Zeno continúa relatando sobre su sociedad comercial con Guido. Los dos hombres establecen un negocio mercantil en Trieste. Contratan a dos trabajadores llamados Luciano y Carmen (que se convierte en amante de Guido) e intentan obtener el mayor beneficio posible. Sin embargo, debido a la obsesión de Guido con las deudas y el crédito, así como con la noción de ganancia, la compañía tiene un desempeño pobre. El matrimonio de Guido y Ada comienza a desmoronarse, al igual que la salud y la belleza de Ada. Guido finge un intento de suicidio para ganarse la compasión de Ada y ella le pide a Zeno que ayude a la compañía fallida de Guido. Guido comienza a jugar en la Bolsa de valores y pierde aún más dinero. Durante una salida a pescar, Guido le pregunta a Zeno sobre las diferencias en los efectos entre el veronal de sodio y el veronal y Zeno responde que el veronal de sodio es fatal mientras que el veronal no lo es. Las apuestas de Guido en la Bolsa se vuelven muy destructivas y finalmente intenta falsificar otro suicidio para obtener la compasión de Ada. Sin embargo, ingiere una cantidad fatal de veronal y muere. Poco después, Zeno se pierde el funeral de Guido porque él mismo apuesta el dinero de Guido en la Bolsa y recupera las tres cuartas partes de las pérdidas que había sufrido Guido.

## Trivia
- Italo Svevo pagó de su propio bolsillo la publicación de la novela, ya que varias empresas editoriales rechazaron su manuscrito.
- James Joyce era amigo de Italo Svevo, a quien le daba clases de inglés. Inicialmente la crítica en Italia no fue muy positiva sobre La coscienza di Zeno, pero a causa de los comentarios de James Joyce, la obra alcanzó una gran fama en Francia.
- Italo Svevo y Zeno Cosini tienen algunos rasgos en común tales como ser pelados, ser adictos a los cigarrillos, ser hombres de negocios, esposos dedicados y violinistas aficionados.
- La esposa de Zeno Cosini en la novela se llama Augusta; la esposa de Italo Svevo en la vida real se llamaba Livia, igual que la esposa del Emperador Augusto.